# Daniel Edelman
Daniel Ethan Edelman (ur. 28 kwietnia 2003 w Warren Township) – amerykański piłkarz występujący na pozycji defensywnego lub środkowego pomocnika, od 2022 roku zawodnik New York Red Bulls.